# Caio Vidal
Caio Vidal Rocha (Fortaleza, 4 novembre 2000) è un calciatore brasiliano, attaccante del Ludogorec.

## Caratteristiche tecniche
Attaccante molto versatile, può agire da esterno offensivo o come centravanti.

## Carriera
Nato a Fortaleza, cresce nel club locale del Grêmio Pague Menos e successivamente si trasferisce nello stato di Pernambuco al Porto-PE. Nel 2019 entra a far parte della formazione Under-20 dell'Internacional dove si rivela uno dei protagonisti nella vittoria della Copinha nel 2020.
Il 19 novembre 2020  debutta in prima squadra giocando l'incontro di Coppa del Brasile perso ai rigori contro l'América-MG e tre giorni più tardi fa il suo esordio in Série A giocando da titolare il match perso 2-1 contro il Fluminense. L'11 dicembre seguente rinnova il proprio contratto fino al dicembre 2022 e l'8 gennaio 2021 trova la sua prima rete fra i professionisti nella vittoria per 2-0 sul campo del Ceará.

## Statistiche
Statistiche aggiornate all'8 gennaio 2021.

### Presenze e reti nei club
| Stagione        | Squadra         | Campionato      | Campionato | Campionato | Coppe nazionali | Coppe nazionali | Coppe nazionali | Coppe continentali | Coppe continentali | Coppe continentali | Altre coppe | Altre coppe | Altre coppe | Totale | Totale | Totale |
| Stagione        | Squadra         | Comp            | Pres       | Reti       | Comp            | Pres            | Reti            | Comp               | Pres               | Reti               | Comp        | Pres        | Reti        | Pres   | Reti   |        |
| --------------- | --------------- | --------------- | ---------- | ---------- | --------------- | --------------- | --------------- | ------------------ | ------------------ | ------------------ | ----------- | ----------- | ----------- | ------ | ------ | ------ |
| 2020            | Internacional   | A/RJ+A          | 0+5        | 1          | CB              | 1               | 0               | CL                 | 0                  | 0                  |             | -           | -           | 6      | 0      |        |
| Totale carriera | Totale carriera | Totale carriera | 5          | 1          |                 | 1               | 0               |                    | 0                  | 0                  |             | -           | -           | 6      | 1      |        |

## Palmarès

### Club

#### Competizioni giovanili
- Copa São Paulo de Futebol Júnior: 1

Internacional: 2020

#### Competizioni nazionali
- Campionato bulgaro: 3

Ludogorec: 2022-2023, 2023-2024, 2024-2025
- Coppa di Bulgaria: 2

Ludogorec: 2022-2023, 2024-2025
- Supercoppa di Bulgaria: 2

Ludogorec: 2023, 2024